# Agostino Nifo
Agostino Nifo, en latin Augustinus Niphus (vers 1473 peut-être à Sessa Aurunca (d'où son surnom Suessanus) - mort le 18 janvier 1538 dans la même ville) fut un philosophe scolastique italien de la Renaissance. Il professa avec un grand succès à Padoue (1492-1499), à Naples (1500-1513), à Rome, à Pise, à Salerne (1522-1531). Il commenta et édita Aristote en mêlant aux idées du philosophe grec celles d'Averroès dont il édita les œuvres en 1496. Il enseigna aussi la médecine. Il fut nommé comte palatin en 1520. À Naples, il a pour élève Gian Giacomo Adria (c.1485-1560).

## Biographie

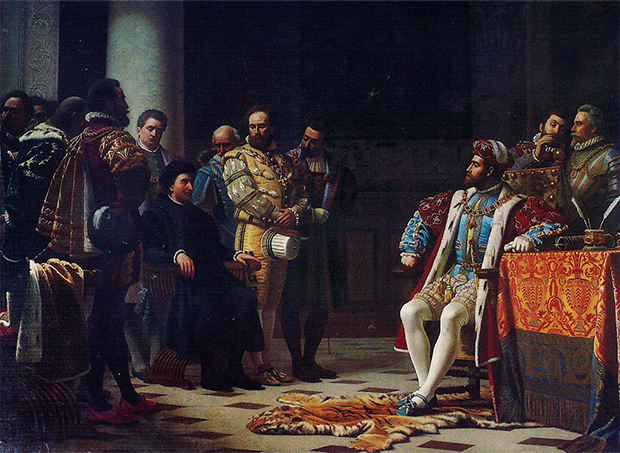
Agostino Nifo à la Cour de Charles V (Luigi Toro, 1876, Municipio di Sessa Aurunca)

Agostino Nifo naquit vers 1473. Trois villes se disputent l’honneur de lui avoir donné le jour : Joppolo, dans la Calabre ; Tropea dans les Abruzzes, et Sessa Aurunca, dans la Terre de Labour, dans l'actuelle province de Caserte en Campanie. Nifo avait adopté Sessa pour sa patrie ; mais Gabriele Barrio, auteur presque contemporain, assure qu’il était né à Joppolo et que les mauvais traitements d’une marâtre l’ayant forcé de fuir sa famille, il vint à Sessa, où il reçut un accueil si obligeant qu’il se détermina sans peine à s’y fixer. Il y donna des leçons à quelques jeunes gens, qu’il accompagna à Padoue lorsqu’ils allèrent y achever leurs études. Il profita de son séjour en cette ville pour s’appliquer à la philosophie. Nifo fut à Padoue l'élève de l'aristotélicien Nicoletto Vernia. Il fit de tels progrès qu’en 1492 les curateurs de l’université lui conférèrent le titre de professeur extraordinaire, en attendant la vacance d’une chaire, qu’il obtint trois ans après. Plein de la lecture des œuvres d’Averroès, Nifo composa un traité De intellectu, dans lequel il s’efforce de prouver qu’il n’y a qu’une âme, une intelligence répandue dans tout l’univers, dont elle vivifie et modifie les êtres à son gré. Cette opinion, qui paraissait favorable au matérialisme, lui attira un grand nombre d’ennemis, et il aurait couru risque de la vie, si le pieux évêque de Padoue, Pietro Barozzi, ne l’eût pris sous sa protection. Nifo s’abandonna aux bontés du prélat, qui lui conseilla de retrancher de son manuscrit les passages les plus répréhensibles, et d’y substituer une déclaration claire et précise de ses sentiments religieux. Il fit en 1496 un voyage à Joppolo pour régler les affaires de la succession de son père, mort abîmé de dettes ; en repassant à Sessa, il s’y maria et revint à Padoue, où il remplit encore la chaire de philosophie pendant un an. La crainte de voir le Padouan devenir le théâtre de la guerre, par une nouvelle invasion des Français, le décida en 1498 à se retirer à Sessa, où il s’appliqua à revoir et à expliquer les différents traités d’Aristote. Roberto Sanseverino, prince de Salerne, l’appela dans cette ville pour y donner des leçons de philosophie, et l’on sait que Nifo s’y trouvait encore en 1507. De Salerne il se rendit à Naples, comme on l’apprend d’un passage de ses Dilucidationes metaphysicæ. Giuseppe Origlia le compte parmi les professeurs de l’Université de Naples en 1510. Nifo, dont la réputation prenait chaque jour plus d’accroissement, vint enfin à Rome, où il reçut l’accueil le plus distingué du pape Léon X. Ce pontife le décora titre de comte palatin, lui permit de prendre le nom et les armes des Médicis, et lui accorda de grands privilèges. Mais si, comme le prétend, Nifo a professe à Rome, ce n’est du moins pas au collège de la Sapience (Voy. Marini, Degli archiatri pontif., t. 1er, p. 289). Il fut appelé en 1519 à Pise, avec un traitement de sept cents florins d’or. Les villes de Florence et de Bologne lui firent des offres encore plus brillantes ; mais le prince de Salerne, héritier de l’affection que son père portait à Nifo, le rappela en 1525 dans cette ville, et ce savant y reprit l’enseignement de la philosophie avec un succès qui paraît aujourd’hui bien inconcevable. Dans un voyage que Nifo fit à Sessa, il fut saisi d’une inflammation à la gorge, dont il mourut le 18 juin 1538, date que Bernardino Tafuri assure avoir prise sur les registres mêmes de Sessa. Ses restes furent déposés dans église des Dominicains, sous une tombe décorée d’une épitaphe, rapporté par la plupart des écrivains ont parlé de ce philosophe. Nifo avait beaucoup d’esprit et d’imagination, et il était très-versé dans la littérature grecque. Il possédait une bibliothèque bien fournie. 

## Œuvres

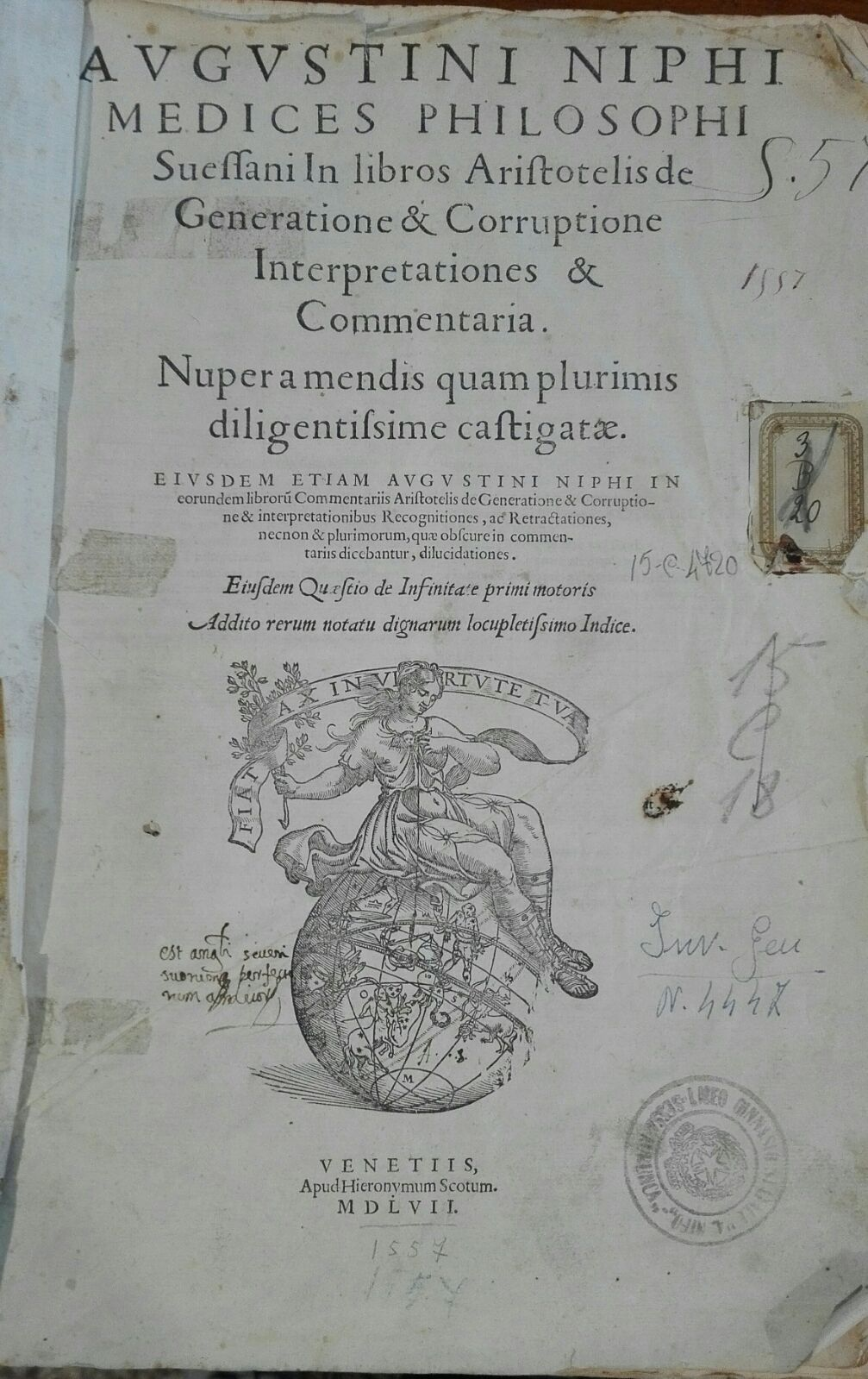
In libros Aristotelis De generatione & corruptione interpretationes & commentaria, 1557

On trouvera la liste des nombreux ouvrages de Nifo dans le tome 18 des Mémoires de Niceron. On citera de lui :
- De intellectu libri sex, Padoue, 1492. Cette édition ne peut qu’être de la plus grande rareté, puisqu’elle a échappé aux recherches de Maittaire et de ses continuateurs.
- De immortalitate animæ, Venise, 1518, 1524, in-fol. C’est une réfutation du fameux traité de Pomponazzi sur le même sujet. Nifo l’entreprit, dit-on, à la demande du pape Léon X.
- De falsa diluvii prognosticatione, Naples, 1519, in-4° ; Boulogne, 1520, in-8°, et Rome, 1521, in-4°. C’est le plus utile de tous les ouvrages publiés par Nifo. Il l’écrivit afin de rassurer les esprits que Johannes Stöffler avait effrayés en annonçant un déluge universel pour l’année 1524.
- De auguriis libri duo, Bologne, 1531, in-4°. Cet ouvrage, réimprimé plusieurs fois, a été traduit en latin et inséré dans le Thesaur. antiq. romanar., tome 5 ; il en existe aussi une traduction italienne et une française par Antoine Du Moulin, Lyon, 1546, in-8°, plus rare et plus recherchée que l’original.
- Opuscula moralia et politica, Paris, 1645, in-4°. Ce recueil a été publié par Gabriel Naudé qui l’a fait précéder de Recherches curieuses sur Nifo et sur ses ouvrages. On y trouve les traités De pulchro et De amore, imprimés plusieurs fois séparément. Nifo a dédié le traité De pulchro à Jeanne d’Aragon. Cet ouvrage, ainsi que celui De re aulica, renferment beaucoup de passages licencieux, et Tiraboschi accuse Bayle de les citer avec complaisance dans son Dictionnaire. Naudé cherche à justifier Nifo de son goût pour les historiettes, par l’exemple de Boccace, de Pogge etc., et de la plupart des littérateurs ses contemporains.

### Œuvres de Nifo
- Liber de intellectu (1503).
- De immortalitate animae (1521).
- Opuscula moralia et politica (1645), parmi lesquels on remarque son traité De pulchro et amore (1535 ; trad. L. Boulègue : Du beau et de l'amour. De pulchro et amore, Les Belles Lettres, 2 t., CCXIV-416 p., 2003 ; LXXXVI-490 p., 2016).
- Il Principe / Le Prince, suivi de De Regnandi peritia / l'Art de régner d'Agostino Nifo. Nouvelle édition critique du texte par Mario Martelli, introduction et traduction de Paul Larivaille, notes et commentaires de Jean-Jacques Marchand. L'Art de régner : texte latin établi par Simona Mercuri, introduction, traduction et notes de Paul Larivaille. Paris, Les Belles Lettres, 2008.
- Le livre de la solitude. De solitudine liber, édi. et trad. L. Boulègue, Les Belles Lettres, 2016, 256 p.

### Études sur Nifo
- G. Saïtta, Il pensiero italiano nell'Umanesimo e nel Renascimento, Florence, 1960-1961, t. II, p. 118-120.
- W. A. Wallace, Causality and Scientific Explanation, Ann Arbor, t. I, 1972, p. 139-153.
- Histoire de la philosophie, Gallimard, coll. "La Pléiade", 1973, p. 108-114.
- Encyclopédie de la philosophie, Pochothèque, 2002, p. 1159-1160.

## Sources
- « Agostino Nifo », dans Louis-Gabriel Michaud, Biographie universelle ancienne et moderne : histoire par ordre alphabétique de la vie publique et privée de tous les hommes avec la collaboration de plus de 300 savants et littérateurs français ou étrangers, 2e édition, 1843-1865 [détail de l’édition]
- Marie-Nicolas Bouillet  et Alexis Chassang (dir.), « Augustin Niphus » dans Dictionnaire universel d’histoire et de géographie, 1878 (lire sur Wikisource)
- Ennio de Bellis, "Il pensiero logico di Agostino Nifo", Introduzione di Giovanni Papuli, Congedo editore, 1997.